# 179e méridien ouest
Pour les articles homonymes, voir 179e méridien.
En géographie, le 179e méridien ouest est le méridien joignant les points de la surface de la Terre dont la longitude est égale à 179° ouest.

## Géographie

### Dimensions
Comme tous les autres méridiens, la longueur du 179e méridien correspond à une demi-circonférence terrestre, soit 20 003,932 km. Au niveau de l'équateur, il est distant du méridien de Greenwich de 19 926 km,.
Avec le 1er méridien est, il forme un grand cercle passant par les pôles géographiques terrestres.

### Temps
L'heure solaire d'un point situé sur le 179e méridien ouest est environ 11 heures et 56 minutes en avance par rapport à son équivalent sur le méridien de Greenwich.
Sur les zones terrestres traversées par le méridien, le fuseau horaire utilisé est UTC+12.

### Régions traversées
Le 179e méridien ouest passe au-dessus des océans sur près de 92 % de sa longueur.
En commençant par le pôle Nord et descendant vers le sud au pôle Sud, Le 179e méridien ouest passe par:
| Coordonnées           | Pays, territoire ou mer | Notes |
| --------------------- | ----------------------- | --- |
| 90° 00′ N, 179° 00′ O | Océan Arctique          | |
| 71° 36′ N, 179° 00′ O | Russie                  | Tchoukotka — Île Wrangel |
| 70° 55′ N, 179° 00′ O | Mer des Tchouktches     | |
| 68° 47′ N, 179° 00′ O | Russie                  | Tchoukotka |
| 66° 10′ N, 179° 00′ O | Mer de Bering           | Passe juste à l'ouest de l'Île Gareloi, Alaska, États-Unis (à 51° 47′ N, 178° 52′ O) Passe juste à l'est de l'Île Unalga, Alaska, États-Unis (à 51° 35′ N, 179° 01′ O) Passe juste à l'ouest de l'Île Kavalga (en), Alaska, États-Unis (at 51° 34′ N, 178° 51′ O) Passe juste à l'ouest de l'Île Ulak, Alaska, États-Unis (à 51° 22′ N, 178° 59′ O) Passe juste à l'est de l'Île Amatignak, Alaska, États-Unis (at 51° 15′ N, 179° 03′ O)                                                                     |
| 51° 17′ N, 179° 00′ O | Océan Pacifique         | Passe juste à l'est de l'Îlet Qelelevu (en), Fidji (à 16° 05′ S, 179° 09′ O) |
| 17° 10′ S, 179° 00′ O | Fidji                   | Île Vanua Balavu (en) |
| 17° 12′ S, 179° 00′ O | Océan Pacifique         | Passe juste à l'est de l'île Mago, Fidji (à 17° 27′ S, 179° 08′ O) Passe juste à l'ouest de l'île Tuvuca, Fidji (à 17° 40′ S, 178° 50′ O) Passe juste à l'est de l'île Nayau, Fidji (à 18° 00′ S, 179° 02′ O) Passe juste à l'ouest de l'île Lakeba, Fidji (à 18° 12′ S, 178° 50′ O) Passe juste à l'ouest de l'île Vuaqava, Fidji (à 18° 53′ S, 178° 55′ O) Passe juste à l'ouest de l'île Kabara, Fidji (à 18° 57′ S, 178° 59′ O) Passe juste à l'ouest de l'île Ono-i-Lau, Fidji (à 20° 39′ S, 178° 44′ O) |
| 60° 00′ S, 179° 00′ O | Océan Austral           | |
| 78° 19′ S, 179° 00′ O | Antarctique             | Dépendance de Ross, Liste des territoires revendiqués par la Nouvelle-Zélande |